# Listă de actrițe - J
|  | Listă de actrițe \| \| Listă de actrițe - J \| Liste alfabetice de actori și actrițe \| Listă de actori A - B - C - D - E - F - G - H - I - J - K - L - M - N - O - P - Q - R - S - T - U - V - W - X - Y - Z |

## Actrițe - J
| - Glenda Jackson (* 1936) - Kate Jackson (* 1948) - Ulla Jacobsson (1929 - 1982) - Hattie Jacques (1922 - 1980) - Claude Jade (* 1948) - Anne Jeffreys (* 1923) | - Famke Janssen (* 1965) - Scarlett Johansson (* 1984) - Angelina Jolie (* 1975) - Jennifer Jones (1919 - 2009) - Shirley Jones (* 1934) | - Milla Jovovich (* 1975) - Ashley Judd (* 1968) - Susanne Juhnke (* 1944) - Katy Jurado (1924 - 2002) |

## Actori
|  | Listă de actori \| \| Listă de actrițe \| Liste alfabetice de actori și actrițe \| Listă de actori A - B - C - D - E - F - G - H - I - J - K - L - M - N - O - P - Q - R - S - T - U - V - W - X - Y - Z |